# Ngatik
Ngatik (auch Los Valientes, Seven Islands oder Islas de la Passion genannt) ist eine kleine pazifische Insel im Archipel der Karolinen. Sie liegt auf dem westlichen Riffkranz des Sapwuahfik-Atolls. Das Atoll wurde früher Ngatik-Atoll genannt.

## Geographie
Die Insel Ngatik ist 1800 m lang und bis zu 760 m breit, flach und dicht bewachsen. Sie weist eine Fläche von 90,6 ha auf und ist damit die mit Abstand größte Insel des Atolls. Knapp 400 m vor der Ostküste liegt die 78 km² große Lagune von Sapwuahfik.
Vor der Südostspitze der Insel befindet sich ein künstlich angelegter Flugplatz (5° 47′ 1,1″ N, 157° 10′ 1,4″ O) mit einer Länge von lediglich 370 m.

## Verwaltung
Ngatik gehört zum mikronesischen Bundesstaat Pohnpei. Nach der Volkszählung von 2010 leben dort 456 Menschen.